# 八坂神社 (北九州市)

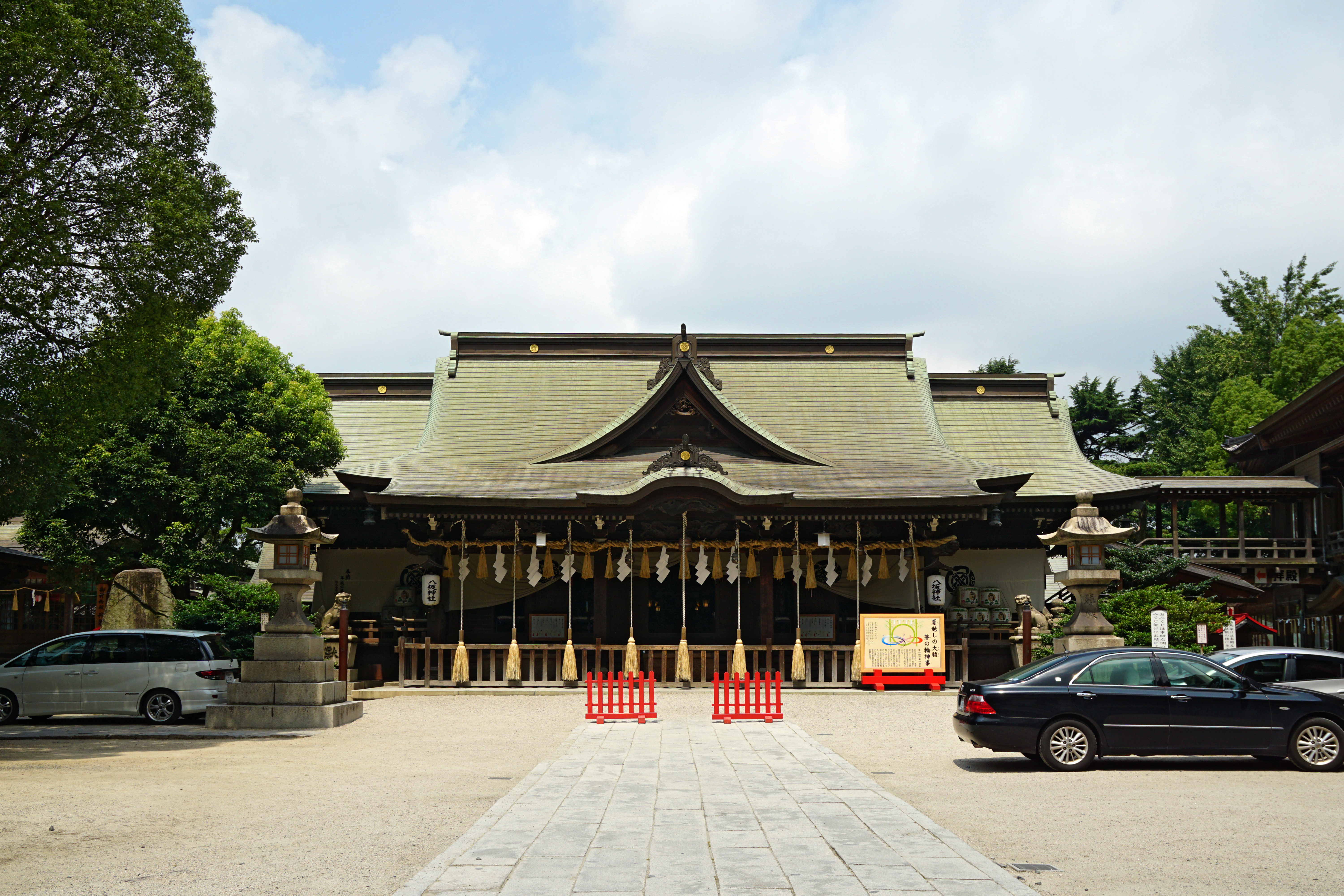
拝殿

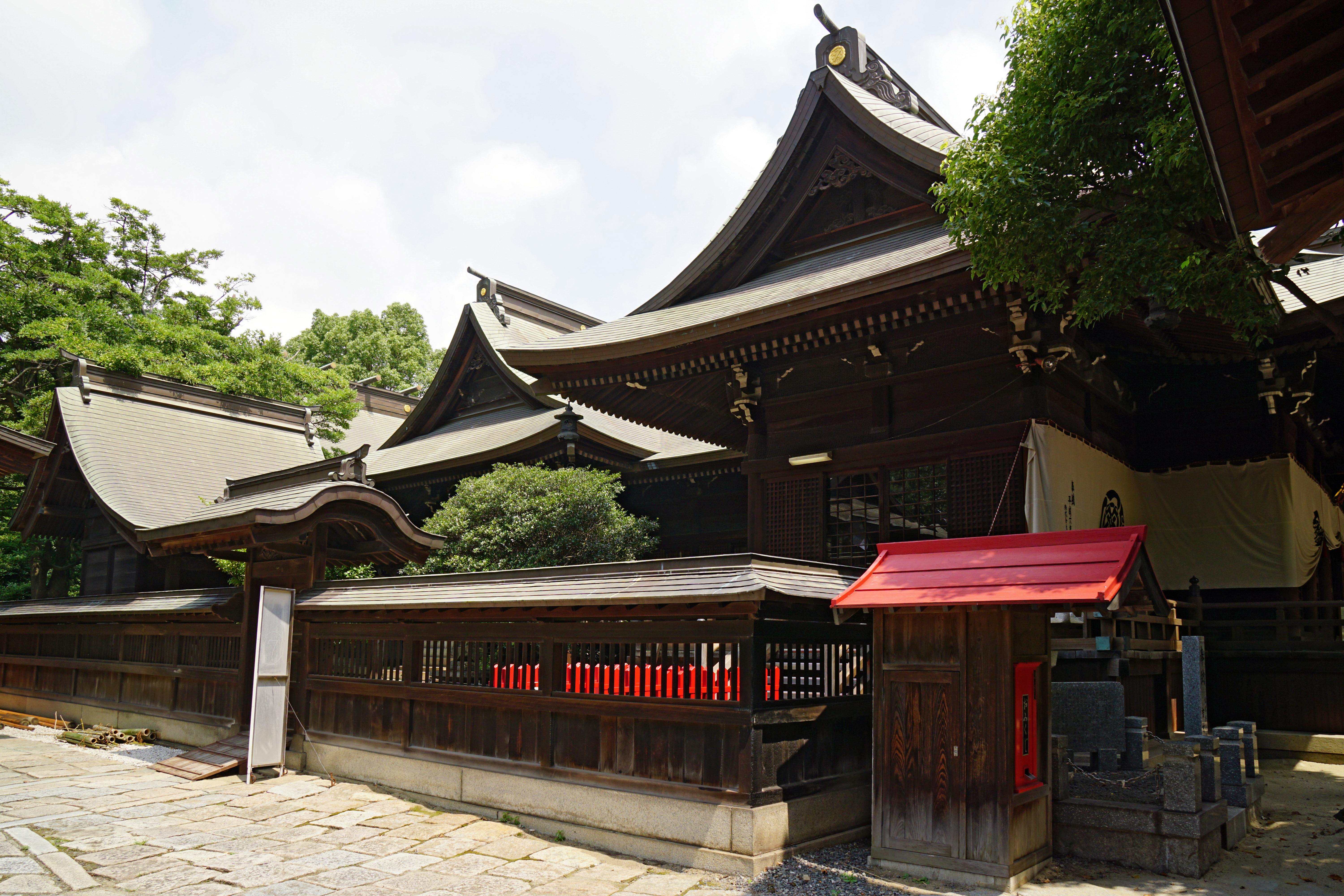
本殿

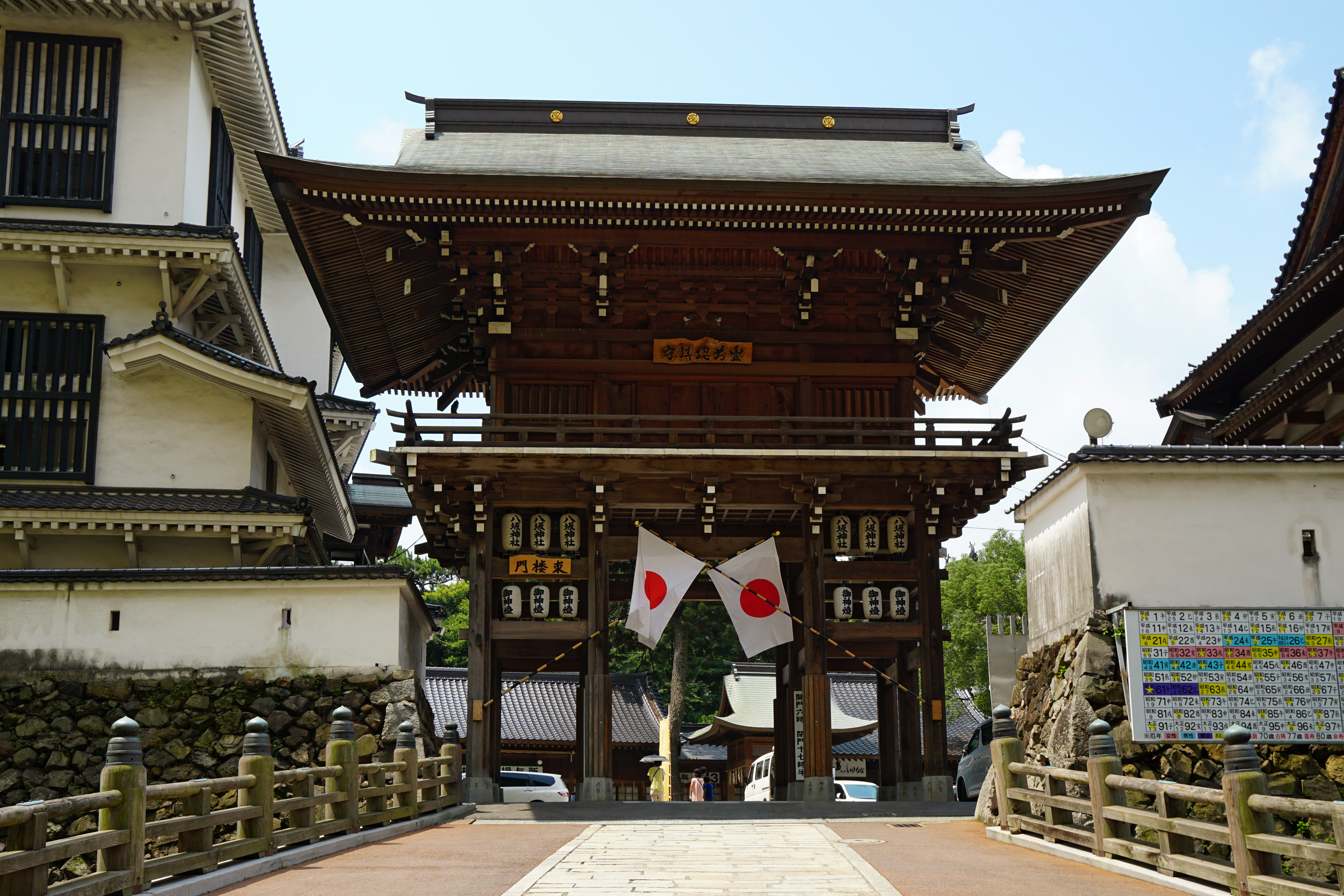
東門

小倉祇園八坂神社（こくらぎおんやさかじんじゃ）は、福岡県北九州市小倉北区城内（小倉城内）にある神社。祭神はテンプレートを参照。旧社格は県社。神社本庁に属さない単立神社である。

## 概要
古くは「こくらのぎおんさん」と呼ばれていた。阪東妻三郎（1943年版）や三船敏郎（1958年版）らが主演した映画『無法松の一生』に登場する小倉祇園太鼓はこの神社の例大祭である。祭は1618年（元和4年）にはじまり、約390年の歴史を有する。現在は、毎年7月の第3土曜日・日曜日に開催されている。
もともと小倉藩内にあった祇園社を移した経緯から、当初は単に「祇園社」と呼ばれていたが、1868年（慶応4年）の神仏分離令（廃仏毀釈運動）を受け、1871年（明治4年）に「八坂神社」へと改められた。

## 年表
- 870年（貞観12年）4月 - 疫病が流行したため、山城国八坂郷の祇園社を長尾（小倉南区長尾周辺）に勧請し、企救郡の総鎮守とする。
- 1602年（慶長7年） - 細川忠興が小倉城築城開始。
- 1617年（元和3年） - 小倉藩の総鎮守として城北の清地鋳物師町に南殿北殿のある祇園社を建てる。これが八坂神社の直接の前身である。南殿には長尾の祇園社を、北殿には三本松（小倉北区古船場町付近）の祇園社を移した[1]。なお、長尾の祇園社は存続し、三本松の祇園社には高倉稲荷神社が鎮座した[1]。
- 1618年（元和4年） - 京都出身の細川忠興により、京都の祇園祭を取り入れ、小倉祇園がはじめられた。元々は京都祇園祭が原型の、飾り付けをした山車が用いられていた。
- 1873年（明治6年）5月15日、県社に列せられる。
- 1934年（昭和9年） - 鉄道開通や工場進出により鋳物師町の立地が煙害を受けるようになり、小倉城内に移転[1]。跡地は国鉄の社宅となる[1]。
- 1943年（昭和18年）10月28日 - 岩下俊作原作の小説『富島松五郎伝』が、映画『無法松の一生』として公開され、小倉祇園太鼓が全国的に知られるようになった。
- 1958年（昭和33年）4月3日 - 小倉祇園太鼓が福岡県指定無形民俗文化財に指定。
- 1987年（昭和62年） - 小倉祇園太鼓が現行の開催日程に変更された。
- 2000年（平成12年） - 三本松（古船場町）の祇園社跡地にあった高倉稲荷神社を合祀[1]。跡地にはマンション「ニューサンリバー12番館」が建設された。

## アクセス
- 西小倉駅より徒歩4分(350m)
- 北九州高速1号線大手町出入口より1.5㎞、勝山出入口より1.1㎞

## 周辺施設
- 小倉城
- リバーウォーク北九州
- 北九州市役所
- 勝山公園